# Edna Flugrath

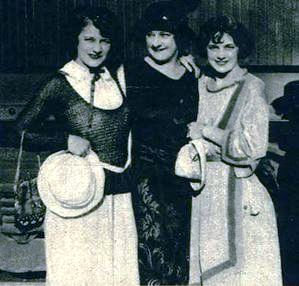
Viola Dana, Shirley Mason y Edna Flugrath (1922)

Edna Flugrath (29 de diciembre de 1893 – 6 de abril de 1966) fue una actriz teatral y cinematográfica estadounidense, activa en la época del cine mudo.

## Biografía

### Inicios
Nacida en el barrio de Brooklyn, en la ciudad de Nueva York, era la mayor de tres hermanas, todas ellas estrellas del cine mudo. Sus padres eran Emil y Mary Dubois Flugrath. Él era un impresor, hijo de inmigrantes polacogermanos, y en su momento había sido considerado un dotado atleta aficionado. La madre de Edna, nacida en Nueva York, era hija de inmigrantes alemanes. Las tres hermanas Flugrath, Edna, Leonie y Virginia, comenzaron a trabajar como actrices siendo niñas. Edna fue la única en utilizar su verdadero nombre, mientras que Leonie eligió el de Shirley Mason y Virginia el de Viola Dana.
Estaban ya las hermanas trabajando en el cine, cuando la familia decidió mudarse a la Costa Oeste. La madre de Flugrath falleció en Los Ángeles en 1922, a los 55 años de edad. Su padre murió en la misma ciudad 20 años más tarde, a los 74 años de edad.

### Carrera
A muy temprana edad ya se subía a los escenarios, participando en obras teatrales y espectáculos de vodevil, actuando también como bailarina. Antes de cumplir los veinte años se cansó de dicha vida, por lo que decidió probar suerte en la joven industria cinematográfica. En sus comienzos hizo papeles de reparto para la Edison Film Company, consiguiendo finalmente papeles protagonistas en numerosos cortos, formato habitual de la época. Durante su período en los estudios Edison, inició una relación sentimental con el director Harold M. Shaw, viajando con él a Inglaterra cuando finalizó su contrato con Edison. Trabajando con Shaw en Inglaterra, Flugrath consiguió cierto éxito como primera actriz, pero dejó la actuación cuando ambos se casaron en Johannesburgo, Sudáfrica, mientras rodaban De Voortrekkers (1917). Tres años más tarde ella intentó volver al cine, actuando en unas pocas producciones de London Film Company y de Stoll Pictures. Después volvió a los Estados Unidos, donde le fue difícil encontrar trabajo.

### Últimos años
Finalmente, Flugrath dejó la actuación y abrió un salón de belleza en Hollywood. Más adelante su marido sería nombrado secretario de la Motion Picture Directors’ Association. El 30 de enero de 1926, Harold Marvin Shaw falleció en el acto a causa de un accidente de circulación ocurrido en Los Ángeles. Tenía 48 años. Casualmente, las tres hermanas Flugrath se casaron con directores cinematográficos, Shaw, Bernard Durning y John Collins, todos los cuales fallecieron prematuramente.
Hacia el año 1930, Flugrath se casó con Halliburton (o Haliberton) Houghton, un agente de bolsa de Dallas, Texas. En los años siguientes, ella y sus hermanas se distanciaron, una situación que duró hasta el momento de su muerte.
Edna Flugrath falleció en San Diego, California, en 1966, unos siete años después de la muerte de su marido. Fue enterrada en el Cementerio Hollywood Forever, en Hollywood. Sus hermanas no se enteraron de su muerte hasta que un extraño, probablemente un periodista, les dio la noticia.

## Selección de su filmografía
- What Happened to Mary (1912)
- The Dam Builder (1912)
- Heart and Diamonds (1912)
- Uncle Mun and the Minister
- Outwitting the Professor (1912)
- Like Knights of Old (1912)
- At the Masquerade (1912)
- The New Member of the Life Saving Crew (1912)
- The Third Thanksgiving (1912)
- On Donovan's Division (1912)
- Annie Crawls Upstairs (1912)
- A Proposal Under Difficulties (1912)
- At Bear Track Gulch (1913)
- A Perilous Cargo (1913)
- The Photograph and the Blotter (1913)
- Mother's Lazy Boy (1913)
- Between Orton Junction and Fallonville (1913)
- His Undesirable Relatives (1913)
- A Tardy Recognition (1913)
- Bobbie's Long Trousers (1913)
- The Girl, the Clown and the Donkey (1913)
- Saved by the Enemy (1913)
- The Widow's Suitors (1913)
- Hiram Green, Detective (1913)
- Nursery Favorites (1913)
- A Race to New York (1913)
- Nan Good-for-Nothing (1914)
- The Ring and the Rajah (1914)
- Duty (1914)
- England's Menace (1914)
- Child o' My Heart (1914)
- Turtle Doves (1914)
- Trilby (1914)
- His Reformation (1914)
- Bootle's Baby
- Two Little Britons (1914)
- Two Little Ambitions (1914)
- The King's Minister (1914)
- V.C. (1914)
- A Christmas Carol (1914)
- The Two Columbines (1914)
- The Incomparable Bellairs (1914)
- Lil o' London (1914)
- Liberty Hall (1914)
- The Ashes of Revenge (1915)
- A Garrett in Bohemia (1915)
- The Derby Winner (1915)
- The Third Generation (1915)
- Mr. Lyndon at Liberty (1915)
- The Heart of Sister Ann (1915)
- The Firm of Girdlestone (1915)
- You (1916)
- Me and Me Moke (1916)
- The Man Without a Soul (1916)
- De Voortrekkers (1916)
- The Two Roads (1916)
- Sonny's Little Bit (1917)
- The Rose of Rhodesia (1918)
- True Tilda (1920)
- The Pursuit of Pamela (1920)
- London Pride (1920)
- The Land of Mystery (1920)
- Kipps (1921)
- A Case of Identity (1921)
- A Dear Fool (1921)
- False Evidence (1922)
- The Social Code (1923)